# Таборище (Шосткинський район)
Табори́ще — село в Україні, у Зноб-Новгородській селищній громаді Шосткинського району Сумської області. Населення становить 67 осіб. До 2016 орган місцевого самоврядування — Кривоносівська сільська рада.

## Географія
Село Таборище знаходиться на правому березі річки Бичиха, яка через 1 км впадає в річку Свига, вище за течією на відстані 0,5 км розташоване село Хильчичі, на протилежному березі — село Кривоносівка.

## Символіка

Родинний герб Юркевичів

У блакитному полі перекинута стріла, що супроводжується зверху та знизу двома протипоставленими півмісяцями та з боків двома зірками.
Герб села відображає родинний герб Юркевичів - Сас, з яким нерозривно пов'язана історія села, і багато представників якого володіли селом і проживали в селі.

## Історія
На думку місцевих жителів, Таборище, яке спочатку називалося — хутір Юркевич, було засновано Андрієм Лук'яновичем Юркевичем (1781 — ?), онуком стародубського полкового хорунжого Івана Опанасовича Юркевича.
Проте дослідники вважають цю точку зору помилковою, оскільки в 1781 році, коли народився Андрій Лук'янович Юркевич, хутір Юркевич (Таборище Селецького) вже існував. Він був заснований за кілька десятиліть до цього часу і до моменту проведення Румянцевим опису Малоросії 1765—1768 рр. вже налічував 22 хати, 10 з яких належали військовому товаришу Миколі Юркевичу, 8 — військовому канцеляристу Йосипу Юркевичу, а 4 — військовому товаришу Якову Юркевичу.
Таборище знаходилося поблизу млина Юркевичів на річці Свига, в урочищі Таборище Селецького, яка була куплена 4 жовтня 1687 р. стародубським полковим хорунжим Іваном Опанасовичем Юркевичем у Яска Якименка, і, найімовірніше, було поселено його синами: Миколою, Сафоном і Пантелеймоном.
Точний час заснування села невідомий. Проте станом на 14 грудня 1728 р., коли гетьман Данило Апостол затвердив за Зиновією Опанасівною Юркевич та її дітьми — Миколою, Сафоном і Пантелеймоном новгород-сіверські володіння її покійного чоловіка, населеного пункту з такою назвою не було. Він з'явився кілька років по тому, між зазначеною датою та проведенням Румянцевського опису Малоросії 1765—1768 рр.
На момент опису Новгород-Сіверського намісництва (1779—1781 рр.) в хуторі Юркевичів значилося 22 двори і 22 хатию У зазначений час в хуторі проживало 25 обивателів зі своїми сім'ями, які займалися вирощуванням зернових, конопель та інших сільськогосподарських культур. Коноплю вони продавали в Новгород-Сіверському, а інші сільгоспкультури використовували для власного споживання.
Кому з Юркевичів належало Таборище після 1779—1781 рр., встановити поки що не вдалося, оскільки їх рід був досить численним, а володіння дрібними. Відомо, що в середині ХІХ століття на Новгород-Сіверщині проживали Африкан Якович Юркевич, гвардії капрал Михайло Якович Юркевич, капітан Андрій Якович Юркевич, колезький секретар Андрій Лук'янович Юркевич тощо. Однак кому з них і скільки кріпаків належало в селі Таборище невідомо.
Наприкінці 30-х — початку 40-х років ХІХ століття хтось із Юркевичів продав свою частину хутора Новгород-Сіверському повітовому предводителя дворянства з 1841 по 1844 рр. генерал-майору Павлу Івановичу Чинчикову (15.01.1786 — 26.02.1854), який з 1800 по 1833 рр. служив у російській армії, був командиром батальйону Подільського піхотного полку (1816), командиром Білостокського піхотного полку (1827) і командиром першої бригади 15 -ї піхотної дивізії (1832).
У його володінні куплена частина хутора перебувала до його смерті, яка настала 26 лютого 1854 р., після чого вона перейшла у спадок до його дружини Пелагеї Гаврилівні Чинчикової (уродженої Богуп) і дітям.
Напередодні скасування кріпосного права, в 1859 році, в Таборищі значилося 15 дворів, в яких проживало 93 жителя. Більшість з них були кріпаками і належали А. А. Юркевичу, І. А. Юркевичу, С. І. Юркевичу, М. І. Юркевичу та іншим власникам.
Окремі представники роду Юркевичів проживали в Таборищі до 30-х років минулого століття і перед переворотом 1917 року мали в ньому свої садиби: лікар Дмитро Олександрович Юркевич, ветеринар Валер'ян Олександрович Юркевич і агроном Леонід Олександрович Юркевич. Вони були малоземельними дворянами і свою землю обробляли самі.
12 червня 2020 року, відповідно до розпорядження Кабінету Міністрів України № 723-р «Про визначення адміністративних центрів та затвердження територій територіальних громад Сумської області», село увійшло до складу Зноб-Новгородської селищної громади.
19 липня 2020 року, в результаті адміністративно-територіальної реформи та ліквідації Середино-Будського району, село увійшло до складу новоутвореного Шосткинського району.

## Населення
Згідно з переписом УРСР 1989 року чисельність наявного населення села становила 87 осіб, з яких 38 чоловіків та 49 жінок.
За переписом населення України 2001 року в селі мешкало 67 осіб.

### Мова
Розподіл населення за рідною мовою за даними перепису 2001 року:
| Мова       | Відсоток |
| ---------- | -------- |
| українська | 53,73 %  |
| російська  | 46,27 %  |

## Відомі люди
У першій чверті ХХ століття в Таборищі проживали батьки кандидата історичних наук Віктора Дмитровича Юркевича (26.12.1898 — 12.09.1939). Під час навчання в Київському університеті він часто гостював в їх садибі і під час літніх канікул 1925 р. провів за дорученням Всеукраїнського археологічного комітету обстеження стоянок біля сіл Кривоносівка, Боровичі, Очкине, Уралове і Хильчичі і виявив поблизу Боровичів і Очкиного кілька стоянок первісних людей.